# Marathon van Antwerpen 2013
De marathon van Antwerpen 2013 werd gelopen op zondag 21 april 2013. Het was de 25e editie van dit evenement.
De afstand over 42,195 km werd bij de mannen gewonnen door de 38-jarige Belg Abdelhadi El Hachimi in 2:12.53. Hij versloeg hiermee de Keniaan Kenneth Korir met bijna een minuut. Na afloop liet hij optekenen: "Ik ben erg blij met mijn overwinning. Ik wilde eigenlijk 2u10 lopen, maar door de wind is dat niet gelukt. Het zal voor een volgende keer zijn." Bij de vrouwen bleef de Belgische Louise Deldique als enige vrouw onder de drie uur en finishte in 2:52.36. 
De marathon was een onderdeel van de Antwerp 10 Miles.

## Marathon
Mannen
| rang   | naam                 | land | tijd    |
| ------ | -------------------- | ---- | ------- |
| Goud   | Abdelhadi El Hachimi | BEL  | 2:12.53 |
| Zilver | Kenneth Korir        | KEN  | 2:13.50 |
| Brons  | Florent Caelen       | BEL  | 2:18.20 |
| 4      | Vincent Nardozza     | BEL  | 2:27.12 |
| 5      | Tom Vanslambrouck    | BEL  | 2:31.06 |
| 6      | Andy Leliaert        | BEL  | 2:36.27 |
| 7      | Gerrit Schellens     | BEL  | 2:38.55 |
| 8      | Ali Van Hoebroeck    | BEL  | 2:39.06 |
| 9      | Bart Catteau         | BEL  | 2:39.22 |
| 10     | Glen Vekemans        | BEL  | 2:39.51 |

Vrouwen
| rang   | naam               | land | tijd    |
| ------ | ------------------ | ---- | ------- |
| Goud   | Louise Deldique    | BEL  | 2:52.36 |
| Zilver | Veronique Coene    | BEL  | 3:00.30 |
| Brons  | Ange Dammen        | BEL  | 3:02.56 |
| 4      | Trui Depondt       | BEL  | 3:06.43 |
| 5      | Heidi Van Maele    | BEL  | 3:07.25 |
| 6      | Sylvia Lenaerts    | BEL  | 3:14.19 |
| 7      | Veronique Farrugia | BEL  | 2:17.19 |
| 8      | Gillian Allen      | BEL  | 3:19.31 |
| 9      | Sara Wuytack       | BEL  | 3:20.07 |
| 10     | Ellen Suetens      | BEL  | 3:20.41 |

1980 ·
1981 ·
1982 ·
1983 ·
1984 ·
1985 ·
1986 ·
1987 ·
1988 ·
1989 ·
1990 ·
1991 ·
1992 ·
1993 ·
1994 ·
1995 ·
1996 ·
1997 ·
1998 ·
1999 ·
2000 ·
2001 ·
2002 ·
2003 ·
2004 ·
2005 ·
2006 ·
2007 ·
2008 ·
2009 ·
2010 ·
2011 · 
2012 ·
2013 ·
2014 ·
2015 ·
2016 ·
2017 ·
2018 ·
2019 ·
2020 ·
2021 ·
2022 ·
2023